# Józef Wołkanowski
Józef Wołkanowski (ur. 2 kwietnia 1880 w Mińsku Litewskim, zm. 2 sierpnia 1963 w Warszawie) – polski architekt i urzędnik kolejowy.

## Życiorys
Syn Szymona i Stefanii z Inczyków. Absolwent szkoły średniej w Mińsku, studiował w Instytucie Politechnicznym w Warszawie, absolwent Wydziału Architektury Politechniki w Rydze (1913). Wstąpił do służby w polskim kolejnictwie pełniąc m.in. funkcje - urzędnika Departamentu Budowy i Utrzymania Ministerstwa Komunikacji (1928), naczelnika Wydziału Architektury MK (do 1932), od 1932 roku zastępcy,  a następnie od 1933 roku dyrektora kolei państwowych w Stanisławowie i Krakowie ( w latach 1934-1936), dyrektor Centralnego Biura Zakupów MK (1939). Był też organizatorem i przewodniczącym Rady Muzeum Komunikacji (przed 1939). 
Po II wojnie światowej przewodniczący komisji transportu przy Radzie Naukowej Muzeum Techniki NOT w Warszawie (1955).
Pochowany na Cmentarzu na Służewie w Warszawie.